# Jenny Jägerfeld

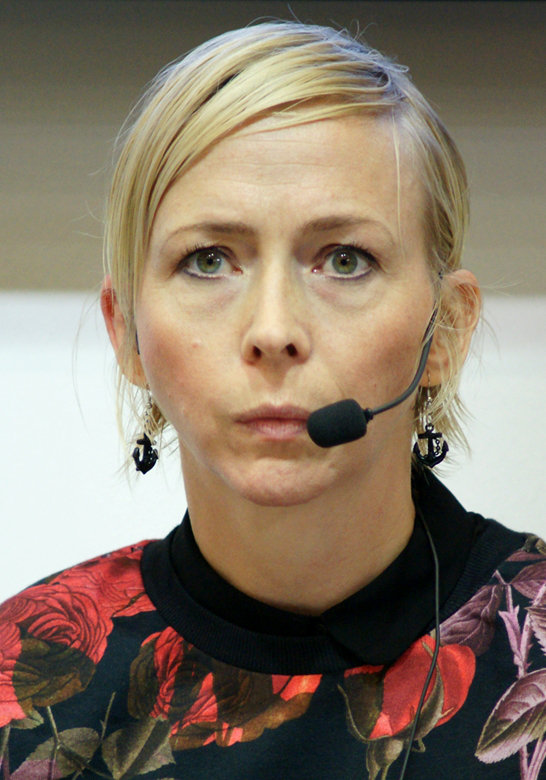
Jenny Jägerfeld (2014)

Jenny Jägerfeld (* 6. April 1974 in Skärblacka, Schweden) ist eine schwedische Schriftstellerin.

## Leben
Jägerfeld debütierte 2006 mit dem Roman Hål i huvudet als Schriftstellerin. Mit ihrem zweiten 2010 erschienenen Roman Här ligger jag och blöder war Jägerfeld international erfolgreich. Das Jugendbuch über die 16-jährige Maja Müller, die Tochter einer Frau mit Asperger-Syndrom ist, wurde in mehrere Sprachen übersetzt. In Deutschland erschien das Buch nach einer Übersetzung von Birgitta Kicherer unter dem Titel Der Schmerz, die Zukunft, meine Irrtümer und ich im Münchener Carl Hanser Verlag. 
Neben Kritikerlob wurde sie auch mit mehreren literarischen Preisen ausgezeichnet. So erhielt sie 2010 den August-Preis für das beste Kinder- und Jugendbuch und den deutschen Kinderliteraturpreis Luchs.
2015 war sie Jurymitglied der Auszeichnung Das außergewöhnliche Buch des Kinder- und Jugendprogramms des Internationalen Literaturfestivals Berlin. 2017 wurde ihr der schwedische Astrid-Lindgren-Preis verliehen und 2018 für ihren Roman Comedy queen der Kinderbuchpreis von Sveriges Radio. Im März 2024 nominierte der Arbeitskreis für Jugendliteratur das Buch Best Bro Ever! in der Kategorie Kinderbuch für den Deutschen Jugendliteraturpreis.

## Werke (Auswahl)
- Hål i huvudet (2006)
- Här ligger jag och blöder (2010; deutsch: Der Schmerz, die Zukunft, meine Irrtümer und ich, München 2014, Carl Hanser Verlag, ISBN 978-3-446-24506-8)
- Avståndet mellan (2012)
- Het (2012)
- Jag är ju så jävla easy going (2013)
- Brorsan är kung! (2016); (deutsch: Best Bro Ever!, Übersetzung Susanne Dahmann, Stuttgart 2023, Verlag Urachhaus, ISBN 978-3-8251-5342-7)
- Comedy Queen (2018)
- Blixtra, spraka, blända! (2018)
- Mitt storslagna liv (2019) (2021; deutsch: Mein geniales Leben, Stuttgart 2021, Verlag Urachhaus, ISBN 978-3-8251-5270-3)
- Monster i terapi: Skräcklitteraturens ikoner hos psykologen (2020)